# Pentekostalizm w Gwatemali
Pentekostalizm w Gwatemali – wyznawcy ruchu zielonoświątkowego w Gwatemali, będącego drugą siłą religijną w kraju i obejmującego ponad 30% społeczeństwa. Ruch zielonoświątkowy dotarł do Gwatemali w roku 1916, później niż w innych krajach Ameryki Łacińskiej (Chile w 1909, Argentyna i Brazylia w 1910, Peru w 1911, Nikaragua w 1912, Meksyk w 1914, Portoryko w 1916) . Podobnie jak i w innych krajach pentekostalizm w Gwatemali jest podzielony na szereg denominacji. Podobnie jak i w innych latynoskich krajach zielonoświątkowcy docierają do ubogich warstw społeczeństwa.

## Historia
W 1916 roku przybywają do Gwatemali misjonarze amerykańscy, zbory które założyli były związane z Kościołem Bożym z siedzibą Cleveland. W 1936 przybywają misjonarze ze Zborów Bożych .

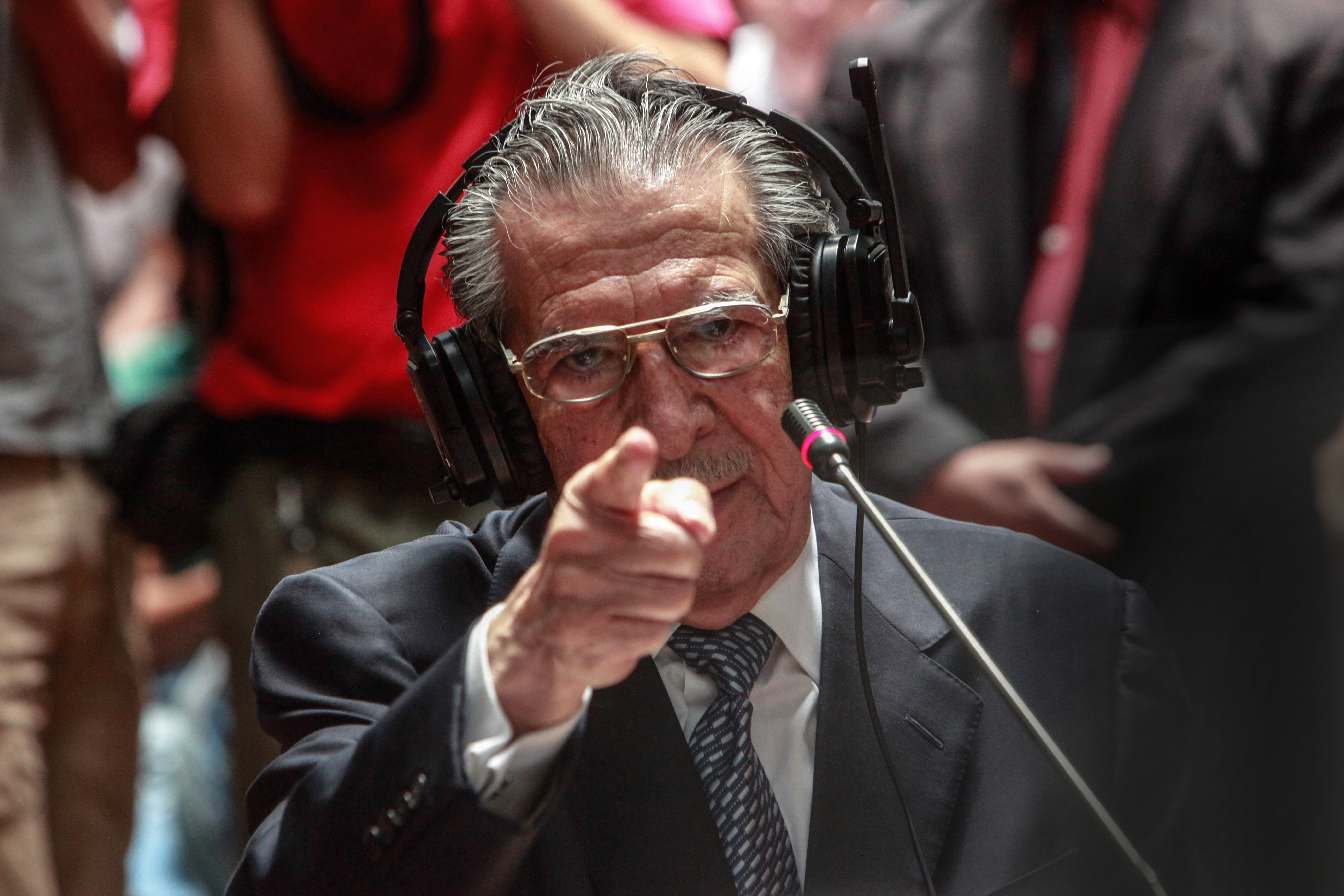
Efraín Ríos Montt

W latach 50. i 60. następuje urbanizacja kraju oraz recesja gospodarcza. Oba te czynniki sprzyjały rozwojowi pentekostalizmu. W 1955 roku Gwatemalczycy zakładają Kościół Księcia Pokoju i zrywają więzi z amerykańskimi Zborami Bożymi. W 1962 powstaje Kościół Elim, który wyłonił się z kościoła baptystycznego. W końcu lat 60. część gwatemalskich elit przyłączyła się do zielonoświątkowców .
W latach 70. i 80. w Gwatemali trwa wojna domowa, a w 1976 roku nawiedza ją trzęsienie ziemi. Oba te czynniki sprzyjają rozwojowi pentekostalizmu, zwłaszcza, że po trzęsieniu ziemi napływa pomoc charytatywna z USA, którą rozdzielają misjonarze . Powstaje wtedy neopentekostalny Kościół Słowa. W 1994 roku liczy on 15 tysięcy wiernych. W 1978 roku powstaje kolejny neopentekostalny kościół – Chrześcijańskie Braterstwo, a w 1983 – El Szaddaj. El Szaddaj staje się atrakcyjny dla średniej oraz wyższej klasy. Podczas wojny domowej pomiędzy rządem a partyzantami, katolicy oskarżają rząd o powiązania z partyzantami. To powoduje, że pentekostalizm zyskał w społeczeństwie opinię „bezpieczniejszej” opcji i nastąpił rozwój pentekostalizmu także na wsi .
Generał Efraín Ríos Montt w 1978 roku przystąpił do neopentekostalnego Kościoła Słowa i staje się jego zwierzchnikiem. Ríos Montt w publicznych wystąpieniach atakował kościół katolicki .
W listopadzie 1982 roku około 250 tysięcy protestantów zgromadziło się w stolicy z okazji stulecia protestantyzmu w Gwatemali. Niektórzy ewangelikalni w fakcie, że na stulecie protestantyzmu protestant został przywódcą państwa, upatrywali znaku, że Bóg wyznaczył go do wyprowadzenia Gwatemali z komunizmu i doprowadzenia do Chrystusa .

## Rola politycznych oraz religijnych uwarunkowań
Gwatemala od chwili uzyskania niepodległości w 1823 aż do lat 40. XX wieku była rządzona przez antykatolicki reżim. Gdy nastał lewicowy reżim Arbenza, część katolickich hierarchów popierało go. W 1954 Arbenz został obalony i Gwatemalą rządził antykomunistyczny reżim, nieprzychylny kościołowi katolickiemu i oskarżał kościół katolicki o sympatie marksistowskie. To było też powodem, że konserwatywne elity szukały alternatywy w pentekostalizmie . Gwatemala nie jest jedynym krajem latynoskim, w którym przechodzenie z katolicyzmu na protestantyzm dokonywało się za rządów junty. Zjawisko to zaszło też w Brazylii i Chile.
Podczas wojen domowych w Gwatemali zginęło wielu katolickich kapłanów .

## Statystyki i zmiany demograficzne
W roku 1937 protestanci stanowili 2% społeczeństwa, w roku 1960 3%, ale zielonoświątkowcy byli wtedy znikomą mniejszością. W roku 1991 protestanci stanowili już 19% populacji, a większość z nich to zielonoświątkowcy i nieozielonoświątkowcy. W roku 2006 ponad 80% protestantów stanowili zielonoświątkowcy i neozielonoświątkowcy . W końcu lat 90. XX wieku zielonoświątkowcy stanowili od 25% do 30% społeczeństwa. W roku 2010 protestanci stanowili od 35% do 40% .
Według danych J.M. du Plessisa w roku 1958 zielonoświątkowcy liczyli 19 tysięcy wyznawców.
Gwatemala jest krajem o najwyższym procencie zielonoświątkowców w całej Ameryce Łacińskiej . Połowę gwatemalskich zielonoświątkowców stanowili Majowie. Gwatemala miała dwóch zielonoświątkowych prezydentów .
Zielonoświątkowcy są mniej wykształceni i słabiej zarabiający niż przedstawiciele innych religii. 46% zielonoświątkowców oświadczyło, że czytają gazety często bądź bardzo często. W przypadku katolików było to 54%, protestanckiego mainstreamu – 62%, w przypadku sekt było to 57%. Steigenga zaznacza jednak, że w Gwatemali najlepiej wykształconą grupą są neozielonoświątkowcy.
Miastem, w którym wysoki procent populacji stanowią zielonoświątkowcy jest Almolonga. Almolonga podawane jest jako przykład przeobrażonego miasta. Transformacja trwała około 30 lat. Ponad 80% mieszkańców tego miasta stanowią Indianie.

## Denominacje
Stan z roku 1980:
- Zbory Boże (Asamblea de Dios)
- Kościół Boży (Iglesia de Dios)
- Kościół Poczwórnej Ewangelii (Iglesia del Evangelio Cuadrangular)
- Kościół Ewangelikalny Kalwaria (Iglesia Evangélica El Calvario)
- Ewangelikalny Kościół Książę Pokoju (Iglesia Evangélica del Príncipe de Paz)
- Chrześcijański Kościół Elim (Iglesia Cristiana Elim)
- Kościół Boży Wrota Niebios (Iglesia de Dios Puerta del Cielo)
- Kościół Boży Misja Gwatemali (Iglesia de Dios Misionera de Guatemala)
- Kościół Boży Otwartej Biblii (Iglesia de Dios Biblia Abierta)
- Kościół Jana 3,16 (Iglesia Juan 3:16)